# Angiopteris subrotundata
Angiopteris subrotundata är en kärlväxtart som först beskrevs av Ren Chang Ching, och fick sitt nu gällande namn av Z. R. He och Christenh. Angiopteris subrotundata ingår i släktet Angiopteris och familjen Marattiaceae. Inga underarter finns listade i Catalogue of Life.